# Lipová (Nové Zámky)
Lipová ist eine Gemeinde in der Westslowakei nördlich der Stadt Šurany.
Sie entstand am 1. Juli 1960 durch den Zusammenschluss der Orte Mlynský Sek (ungarisch Nyitramalomseg) und Ondrochov (deutsch Onderhof, ungarisch Ondroho).
Bis 1918 gehörten die selbstständigen Orte zum Königreich Ungarn und kamen dann zur neu entstandenen Tschechoslowakei. Durch den Ersten Wiener Schiedsspruch kamen sie von 1938 bis 1945 kurzzeitig wieder zu Ungarn.

## Bevölkerung
| Jahr                | 1994 | 2004    | 2014    | 2024    |
| ------------------- | ---- | ------- | ------- | ------- |
| Anzahl der Personen | 1608 | 1599    | 1546    | 1519    |
| Unterschied         |      | −0,55 % | −3,31 % | −1,74 % |

| Jahr                | 2023 | 2024    |
| ------------------- | ---- | ------- |
| Anzahl der Personen | 1527 | 1519    |
| Unterschied         |      | −0,52 % |